# Karen Lachmann
Karen Vilhelmine Lachmann (Pekín, 30 de mayo de 1916-Gentofte, 30 de septiembre de 1962) fue una deportista danesa que compitió en esgrima, especialista en la modalidad de florete.
Participó en cuatro Juegos Olímpicos de Verano entre los años 1936 y 1956, obteniendo dos medallas, plata en Londres 1948 y bronce en Helsinki 1952. Ganó seis medallas en el Campeonato Mundial de Esgrima entre los años 1937 y 1954.

## Palmarés internacional
| Juegos Olímpicos   | Juegos Olímpicos        | Juegos Olímpicos  | Juegos Olímpicos    |
| Año                | Lugar                   | Medalla           | Prueba              |
| ------------------ | ----------------------- | ----------------- | ------------------- |
| 1948               | Londres (Reino Unido)   | Medalla de plata  | Florete individual  |
| 1952               | Helsinki (Finlandia)    | Medalla de bronce | Florete individual  |
| Campeonato Mundial |                         |                   |                     |
| Año                | Lugar                   | Medalla           | Prueba              |
| 1937               | París (Francia)         | Medalla de bronce | Florete por equipos |
| 1947               | Lisboa (Portugal)       | Medalla de oro    | Florete por equipos |
| 1948               | La Haya (Países Bajos)  | Medalla de oro    | Florete por equipos |
| 1949               | El Cairo (Egipto)       | Medalla de plata  | Florete individual  |
| 1951               | Estocolmo (Suecia)      | Medalla de plata  | Florete individual  |
| 1954               | Luxemburgo (Luxemburgo) | Medalla de oro    | Florete individual  |